# Oralhan Ómirtaev
Oralxan Erǵalıuly Ómirtaev (in kazako Оралхан Ерғалиұлы Өміртаев?; Karaganda, 16 luglio 1998) è un calciatore kazako, attaccante dell'Aqtöbe.

## Carriera

### Club
Ha giocato nella prima divisione dei campionati kazako e bielorusso.

### Nazionale
Ha giocato nelle nazionali giovanili kazake Under-17, Under-18, Under-19 ed Under-21.
Tra il 2018 ed il 2021 ha segnato 2 reti in altrettante presenze con la nazionale maggiore kazaka.

## Palmarès

### Club

#### Competizioni nazionali
- Campionato kazako: 1

Tobyl: 2021